# Arisaema saddlepeakense
Arisaema saddlepeakense är en kallaväxtart som beskrevs av P.S.N.Rao och S.K.Srivast. Arisaema saddlepeakense ingår i släktet Arisaema och familjen kallaväxter. Inga underarter finns listade.